# Dallol (woreda)
Dallol je jedna od 31 worede u regiji Afar u Etiopiji. Ova woreda je ime dobila po bivšem rudarskom naselju Dallol, u kome je zabilježen rekord za najtoplije naseljeno mjesto na Zemlji, s prosječnom temperaturom od 34° C.
Područje Dallola pripada Upravnoj zoni 2 i uključuje dijelove Afarske depresije. Ova woreda graniči na jugu s Konebom, na zapadu s regijom Tigraj, na sjeveru s Eritrejom, a na istoku s Berahleom. Ne postoje detaljni podaci o naseljima u ovoj woredi.
Prema podacima objavljenim od Središnje statističke agencije u 2005. godini, ova woreda je imala procijenjenih 58.277 stanovnika, od čega 27.026 muškaraca i 31.251 žena. Ne postoje informacije o površini Dallola, pa se ne može izračunati gustoća stanovništva.